# 3017 Petrovič
3017 Petrovič là một tiểu hành tinh vành đai chính với chu kỳ quỹ đạo là 1537.1355292 ngày (4.21 năm).
Nó được phát hiện ngày 25 tháng 10 năm 1981.